# 医学和医学技术年表
这是一份医学和医学技术年表。

## 太古
- 约公元前26世纪 - 埃及第三王朝的印何阗撰写了关于古埃及医学的文章，里面提到了200多种疾病的诊断和医治方法。
- 约公元前2596年¹ - 传世之作《黄帝内经》成书，它也构建了中医学的基本理论框架。
- 约公元前1500年¹ - 番红花作为一种药物首先在古希腊爱琴海的锡拉岛上使用。
- 约公元前500年¹ - 印度医学家妙闻撰写妙闻本集（英语：Sushruta Samhita），介绍了超过120种的外科器械、300多种手术方法，并把外科学分为8个类别，还提到了寿命吠陀中的整形外科。
- 约公元前500年 - 扁鹊成为最早使用针灸和诊脉的医师。
- 公元前420年 - 希波克拉底主张疾病是由自然引起的，并订立希波克拉底誓词，是西方医学的起源。
- 公元前300年 - 揭罗迦（英语：Charaka） 在揭罗迦集（英语：Charaka Samhita）中用理性的观点来看待疾病的成因和治疗，并用客观方法进行临床诊断。
- 公元前280年 - 希罗菲卢斯研究了神经系统，并把传感神经和运动神经相区分。
- 公元前250年 - 埃拉西斯特拉图斯研究脑，并区分端脑和小脑。
- 50年-70年 - 迪奥斯科里斯撰写《药物论》（De Materia Medica）比现代药典的使用早了近1600年。
- 180年 - 盖伦研究了瘫痪和脊髓切断之间的联系。
- 220年 - 张仲景出版的伤寒杂病论是世界上最古老的完整医学著作，主要讲述对病情的确诊、治疗和预断。
- 215年-282年 - 晋朝皇甫谧在世，期间他撰写了针灸甲乙经，是最早的针灸学专著。

## 中世纪
- 750年 - 印度内科医生马达夫（Madhav）撰写了阿育吠陀文本Nidana，在其中他列举了许多疾病的成因、症状及其并发症。
- 约800年-873年 - 肯迪把量化的概念引入医学中。
- 约830年-870年 - 侯奈因·伊本·伊斯哈格（Hunayn ibn Ishaq）把盖伦的著作翻译成阿拉伯语。
- 约838年-870年 - 阿里·伊本·塞赫勒·拉班·塔百里（Ali ibn Sahl Rabban al-Tabari）是儿科方面的先驱者，他撰写了医学的第一部百科全书。[1]
- 约865年-925年 - 拉齐也是儿科的先驱者[2]，他还第一次明确区分了天花和麻疹。拉齐还著书驳斥盖伦的体液学说。
- 1000年 - 阿布·卡西姆·扎哈拉维（Abu al-Qasim al-Zahrawi）的著作《医学手册（al-Tasrif）》到16世纪为止一直是穆斯林和欧洲大学的标准教科书。书中第一次介绍了灰泥[3]，吸入麻醉和许多的外科器械，这其中包括一些首次出现的女性专用器械[4]。此外还有肠线（catgut）、钳子、缚线（ligature）、外科缝针（surgical needle）、手术刀、刮匙（curette）、牵开器（retractor）、外科用匙（surgical spoon）、探针、手术钩（hook）、窥镜（specula）[5]和骨锯（saw）[6]。
- 1021年 - 海什木的《光学论》一书为眼科学的发展做出了重大的贡献，同时该论著也第一次正确解释了视知觉的进程。[4]
- c. 1030年 - 阿维森纳在《治療之書》和《医典》中确立了循证医学，而医典一书到18世纪为止一直是穆斯林和欧洲大学的标准教科书。该书的贡献还包括介绍了临床试验、系统性实验、药物的定量化和生理学[7]，传染病的发现，区分纵隔炎和肋膜炎，肺结核的传染性，疾病可以通过水和土壤传播，第一次详细的介绍了某些皮肤疾病、性传播疾病、性倒错、焦虑[8]，此外还包括使用冰来治疗发热，区分医学和药理学等等。[4]
- 1100-1161年 - 阿文佐阿在安达卢斯发明气管切开术。[9] 同时，阿文佐阿也是第一个进行人体解剖的内科医生，并且他还证明了皮肤病疥疮确实是由寄生虫引起的。[10]此外，阿文佐阿还是提供耳炎症和喘鸣科学来源的第一人。[11]现代的麻醉学也来源于安达鲁斯王国。安达鲁斯王国的麻醉医生第一次使用了吸入性麻醉的方法，他们把浸透麻醉物的海绵放在病人脸部，以达到麻醉的效果，并从而进行了成百个的外科手术。[12]
- 1242年 -
- 约1248年 -
- 1249年 -
- 14世纪 -
- 1313年-1374年 -
- 1403年 -

## 脚注
1. 这些医学技术的具体时间并不确定。 A Tribute to Hinduism（页面存档备份，存于） suggests that Sushruta lived in the 5th century BC.